# Tereftalato de dimetila
Tereftalato de dimetila (DMT, do nome em inglês Dimethyl terephthalate) é o éster formado pela condensação do ácido tereftálico com o metanol.